# Afroleptomydas apiformis
Afroleptomydas apiformis är en tvåvingeart som beskrevs av Hesse 1969. Afroleptomydas apiformis ingår i släktet Afroleptomydas och familjen Mydidae. Inga underarter finns listade i Catalogue of Life.